# Синичья толстоголовка
Синичья толстоголовка (лат. Falcunculus frontatus) — вид воробьиных птиц в одноимённом роде (Falcunculus) и семействе Falcunculidae. 
Ранее все три вида рода считали подвидами синичьей толстоголовки с разобщёнными ареалами. Позднее они были признаны отдельными видами птиц.

## Описание

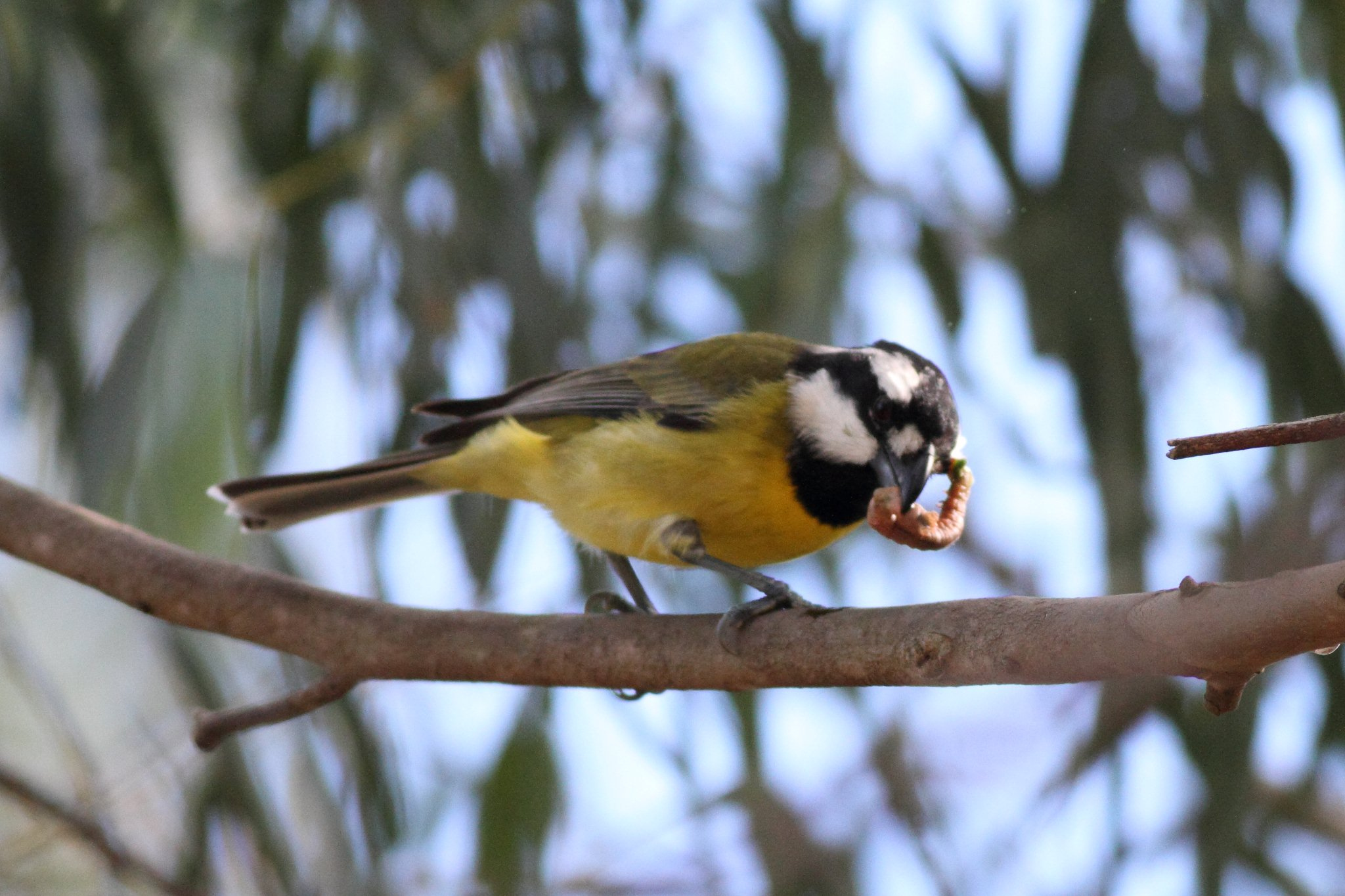
Самец, поедающий гусеницу

Самцы превосходят самок по длине крыльев, весу и размерам клюва. У самцов горло чёрное, а у самок оливково-зелёное.

## Биология
Питаются в основном насекомыми, пауками и иногда, в частности, во время сезона размножения, молодыми птицами.

## Распространение
Эндемики Австралии, где живут, в том числе, в эвкалиптовых лесах.

## Охранный статус
МСОП присвоил таксону охранный статус «Виды, вызывающие наименьшие опасения» (LC).